# IC 1218
IC 1218 ist eine spiralförmige Zwerggalaxie mit aktivem Galaxienkern vom Hubble-Typ Sc im Sternbild Drache am Nordsternhimmel. Sie ist schätzungsweise 58 Millionen Lichtjahre von der Milchstraße entfernt und hat einen Durchmesser von etwa 15.000 Lichtjahren.

Im selben Himmelsareal befinden sich u. a. die Galaxien IC 1215 und IC 1216.
Das Objekt wurde am 2. Juli 1888 von Lewis Swift entdeckt.